# Rororo sexologie
rororo sexologie war eine ursprünglich von Hans Giese herausgegebene und von Gunther Schmidt redigierte Reihe sexualwissenschaftlicher Schriften, die ab 1968 in preiswerten Taschenbuchausgaben im Rowohlt Verlag erschienen und in „verdienstvolle[r] Weise Resultate der europäischen und der US-amerikanischen Sexualforschung zugänglich machte“. Hier erschien auch Die sexuelle Reaktion (Originaltitel Human Sexual Response) von Masters und Johnson erstmals im Taschenbuch. Die letzten Bände der Reihe nach dem Tod von Hans Giese 1970 wurden von Bernd Nitzschke redigiert.
Zwischen 1968 und 1977 erschienen 31 Bände mit Nummern von 8001 bis 8042, mit relativ vielen Doppelnummern. Die Umschläge waren schlicht gehalten mit einem großen roten Punkt auf weißem Grund unter dem jeweiligen Titel.
Die Reihe umfasste die folgenden Titel:
- 8001 Paul H. Gebhard, Jan Raboch, Hans Giese: Die Sexualität der Frau. 1968.
- 8002 William Simon, John H. Gagnon: Sexuelle Aussenseiter : Kollektive Formen sexueller Abweichungen. 1970.
- 8003 Heinz Frahm: Empfängnisverhütung. 1968.
- 8004 Klaus-Dieter Voigt, Helmuth Schmidt: Sexualhormone. 1968.
- 8005 Carlfred B. Broderick: Kinder- und Jugendsexualität : Sexuelle Sozialisierung. 1970.
- 8006/07 Clellan S. Ford, Frank A. Beach: Formen der Sexualität : Das Sexualverhalten bei Mensch und Tier. 1968.
- 8008 Herbert Maisch: Inzest. 1968.
- 8009 Robert R. Bell: Voreheliche Sexualität. 1968.
- 8010 John Money: Körperlich-sexuelle Fehlentwicklungen. 1969.
- 8011/12 Paul H. Gebhard: Schwangerschaft, Geburt, Abtreibung. 1969.
- 8013 Kurt Freund: Homosexualität. 1969.
- 8014 nicht erschienen
- 8015 Peter Gorsen: Das Prinzip Obszön : Kunst, Pornographie und Gesellschaft. 1969.
- 8016 R. S. Morton: Geschlechtskrankheiten : Tabuierte Infektionen. 1969.
- 8017/18 Michael Schofield, John Bynner: Das sexuelle Verhalten junger Leute. 1969.
- 8019 Karlheinz A. Rosenbauer: Genitalorgane : Anatomie und Physiologie. 1969.
- 8020 Hannes Schwenger: Antisexuelle Propaganda : Sexualpolitik in der Kirche. 1969.
- 8021/22 Ernst-Walter Hanack: Zur Revision des Sexualstrafrechts in der Bundesrepublik. 1969.
- 8023 Dietrich Haensch: Repressive Familienpolitik : Sozialunterdrückung als Mittel der Politik. 1969.
- 8024/25 Jos van Ussel: Sexualunterdrückung : Geschichte der Sexualfeindschaft. 1977.
- 8026 Mechthild Merfeld: Die Emanzipation der Frau in der sozialistischen Theorie und Praxis. 1972.
- 8027/28 Maj-Briht Bergström-Walan: Modellfall Skandinavien? : Sexualität und Sexualpolitik in Dänemark und Schweden. 1970.
- 8029/30 Ira L. Reiss: Freizügigkeit, Doppelmoral, Enthaltsamkeit : Verhaltensmuster der Sexualität. 1970.
- 8031 Harold T. Christensen: Sexualverhalten und Moral : Eine kulturvergleichende Untersuchung. 1971.
- 8032/33 William Howell Masters, Virginia E. Johnson: Die sexuelle Reaktion. 1970.
- 8034/35 Helmut Kentler: Sexualerziehung. 1970.
- 8036/37 Jan Raboch: Künstliche Befruchtung oder Adoption?. 1971.
- 8038 Der Pornographie-Report : Untersuchungen der Kommission für Obszönität und Pornographie des amerikanischen Kongresses. 1971.
- 8039 Stephan H. Pfürtner: Kirche und Sexualität. 1972.
- 8040 Charlotte Wolff: Psychologie der lesbischen Liebe : Eine empirische Studie der weiblichen Homosexualität. 1973.
- 8041 Magdalena Sokolowska: Frauenemanzipation und Sozialismus : Das Beispiel der Volksrepublik Polen. 1973.
- 8042 John Money, Anke A. Ehrhardt: Männlich, weiblich : Die Entstehung der Geschlechtsunterschiede. 1975.